# Antonio Caetano De Abreu Freire Egas Moniz
António Caetano de Abreu Freire Egas Moniz også kendt som Egas Moniz (født 29. november 1874 i Avanca, Estarreja, Portugal, død 13. december 1955 i Lisboa) var en portugisisk læge. Han modtog Nobelprisen i fysiologi eller medicin i 1949 for sin opdagelse af prefrontal leucotomi (lobotomi) som behandling af skizofrene psykoser. Han er også kendt for udviklingen af cerebral angiografi (radiologisk fremstilling af hjernens blodkar).

## Forfatterskab
- Alterações anátomo-patológicas na difteria (anatomo-patologiske ændringer i difteri), Coimbra, 1900.
- A vida sexual (fisiologia e patologia) (Fysiologiske og patologiske aspekter ved sexlivet), 19 utgaver, Coimbra, 1901.
- A neurologia na guerra (Neurologi i krig), Lisboa, 1917.
- Um ano de política (Et år med politik), Lisboa, 1920.
- Júlio Diniz e a sua obra (Julio Denis og hans arbejde), 6 udgaver, Lisboa, 1924.
- O Padre Faria na história do hipnotismo (Abbé Faria i hypnosens historie), Lisbon, 1925.
- Diagnostic des tumeurs cérébrales et épreuve de l'encéphalographie artérielle (Diagnostik af cerebrale svulster og anvendelse af arteriel encefalografi), Paris, 1931.
- L'angiographie cérébrale, ses applications et résultats en anatomic, physiologie te clinique (Cerebral angiografi, dens anvendelse og resultater i anatomi, fysiologi og klinik), Paris, 1934.
- Tentatives opératoires dans le traitement de certaines psychoses (Tentative metoder i behandlinger af visse psykoser), Paris, 1936.
- La leucotomie préfrontale. Traitement chirurgical de certaines psychoses (Prefrontal leucotomy. Kirurgibehandling af visse psykoser), Turin, 1937.
- Clinica dell'angiografia cerebrale (Klinisk cerebral angiografi), Turin, 1938.
- Die cerebrale Arteriographie und Phlebographie (Cerebral arteriografi og flebografi), Berlin, 1940.
- Ao lado da medicina (På siden af medicin), Lisboa, 1940.
- Trombosis y otras obstrucciones de las carótidas (Trombose og andre hindringer af halspulsårerne), Barcelona, 1941.
- História das cartas de jogar (Historien om spillekort), Lisboa, 1942.
- Como cheguei a realizar a leucotomia pré-frontal (Hvordan jeg kom til at udføre leucotomi), Lisboa, 1948.
- Die präfrontale Leukotomie (Prefrontal leucotomy), Archiv für Psychiatrie und Nervenkrankheiten, 1949.